# Uzapanyit
Uzapanyit (szlovákul: Uzovská Panica) község Szlovákiában, a Besztercebányai kerületben, a Rimaszombati járásban.

## Fekvése
Rimaszombattól 11 km-re keletre, a Balog-patak bal partján fekszik.

## Élővilága
A faluban 2 gólyafészket tartanak nyilván, de máig csak az egyikről vannak fészkelési adatok.

## Története
A falu valószínűleg a 12. században keletkezett egy még korábbi település helyén. Kezdetben Balog várának tartozéka volt. 1427-ben az adóösszeírásban „Panith" néven említik először, mint az Úsz család birtokát. 1503-ban „Panyt", 1525-ben „Wzapanyk", 1773-ban „Panitowa" néven említik a korabeli források. 1435-ben a Méhy család birtoka, majd a 16.–18. században több nemesi családé volt. A település a török korban elpusztult, 1720-ban is csak 11 jobbágytelke létezett.
A 18. század végén Vályi András így ír róla: „Uza Panyit. Magyar falu Gömör Vármegyében, földes Ura Szent Miklósy, és több Uraságok, lakosai katolikusok, evangelikusok, és reformátusok, fekszik Csoltóhoz nem meszsze, határbéli földgye jó termékenységű, piatzozása hasznos, 2, 3, 4 mértföldnyire, fája van, malma közel, legelője elég, második osztálybéli.'
A 19. század közepén Fényes Elek eképpen írja le: „Panith-Uza, magyar falu, Gömör vmegyében, ut. p. Rimaszombathoz keletre 1 mfd. 154 kath., 428 ref., 87 evang. lak. Kath. és ref. anyatemplom. Földei sikon feküsznek, s bőtermékenységüek; a határ dombosabb részét szőlők s erdők foglalják el. F. u. többen."
1828-ban 82 házában 646 lakos élt. 1837-ben 739-en lakták, akik főként mezőgazdasággal foglalkoztak.
Gömör-Kishont vármegye monográfiájában pedig ezt olvashatjuk róla: „Uzapanyit, balogvölgyi magyar kisközség, 212 házzal és 919 róm. kath. és ev. ref. vallású lakossal. Hajdan itt Alsó-Panith és Uza-Panith néven két község állott. 1427-ben az Uza család a földesura, 1435-ben a Méhy család. Ugyanakkor a Sághy családot is mint birtokosát említik. A Méhy család részeit azután az osgyáni Bakosok kapják. Széchi Mária is birtokosa volt. Később a Szentmiklóssyak lettek a földesurai, most pedig Bornemisza Istvánnak, Szentmiklóssy Aladárnak s Kálmánnak és Fáy Istvánnak van itt nagyobb birtoka és mindegyiknek szép úrilaka. A községhez tartozó Ludas nevű dűlő nevéhez a lakosok azt a magyarázatot fűzik, hogy Széchi Mária birtoklása idejében a lakosok 100 darab fehér ludat vittek úrasszonyuknak ajándékba és ezért ajándékozta nekik ezt a földrészt. A községben levő ev. ref. templom 1848-ban, a torony 1852-ben épült. A róm. kath. templomot 1881-ben szentelték föl. A községhez tartozik Mikóháza, Puhai, Ablonczi, Hácsi és Szemszúró puszta. Puhai már 1427-ben Puhaháza néven szerepel. Mikófalva 1407-ben Mikóháza néven a Mikófalvy család birtoka. Hácsi 1427-ben Haach néven Balogvár tartozéka. E tájon feküdt még 1427-ben Főczénháza is, mely azonban az idők folyamán teljesen elpusztult. A község postája Felsőbalog, távírója és vasúti állomása Rimaszombat."
A trianoni békeszerződésig Gömör-Kishont vármegye Feledi járásához tartozott. 1938 és 1945 között újra Magyarország része.

## Népessége
| Év:            | 1994. | 2004.    | 2014.   | 2024.    |
| -------------- | ----- | -------- | ------- | -------- |
| Emberek száma: | 599   | 694      | 750     | 835      |
| Eltérés:       |       | +15,85 % | +8,06 % | +11,33 % |

| Év:            | 2023. | 2024.   |
| -------------- | ----- | ------- |
| Emberek száma: | 826   | 835     |
| Eltérés:       |       | +1,08 % |

1910-ben 826-an, túlnyomórészt magyarok lakták.
2001-ben 679 lakosából 432 magyar, 146 szlovák és 89 cigány.
2011-ben 709 lakosából 332 magyar, 162 cigány és 146 szlovák.

## Nevezetességei
- Református temploma 1848-ban épült klasszicista stílusban, tornya 1852-ben készült el.
- Római katolikus temploma 1872-ben épült historizáló stílusban.
- Klasszicista kastélya a 19. század közepén készült.
- Késő klasszicista kúriája a 19. század második felében épült.

## Képtár

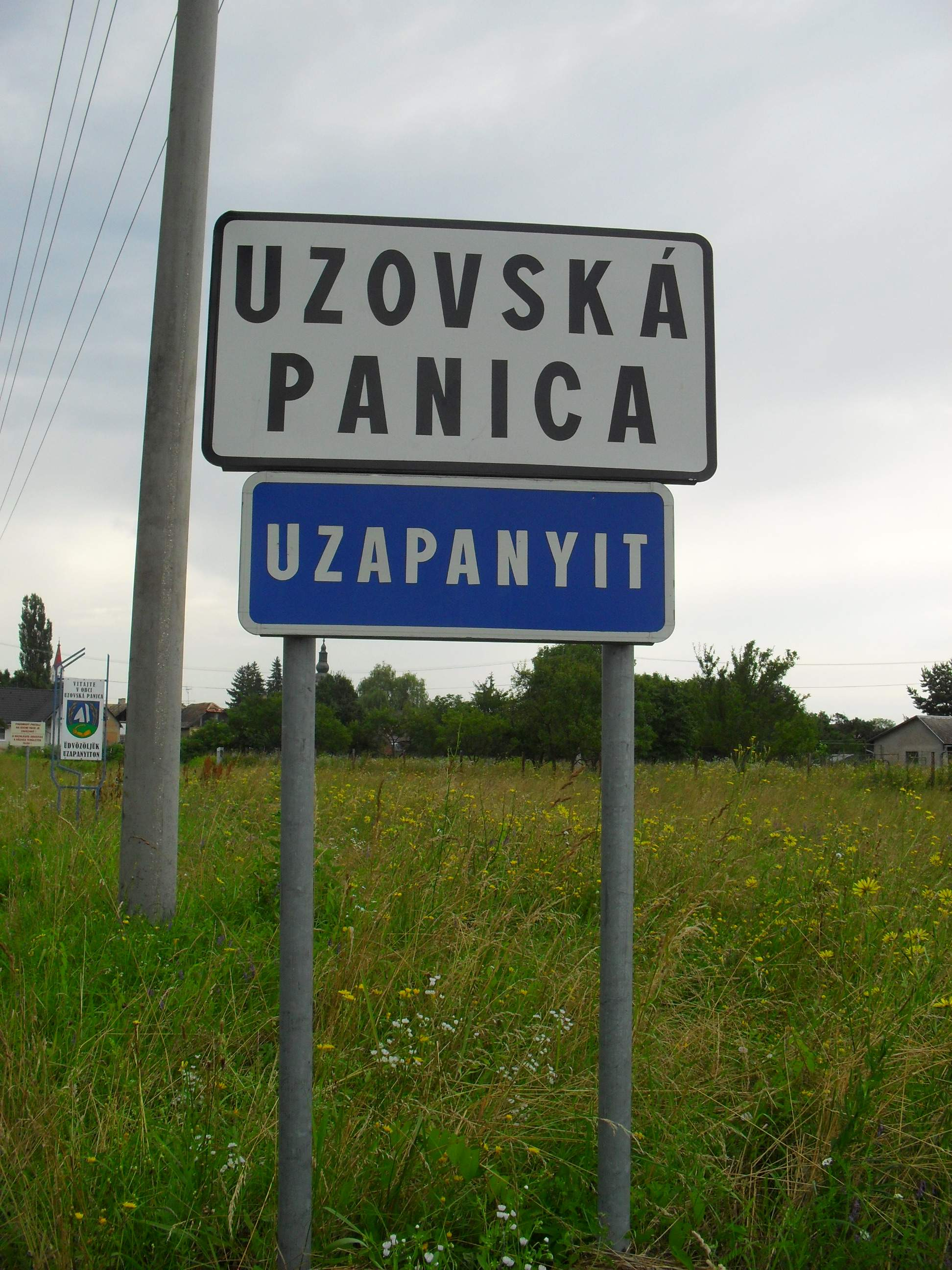
Kétnyelvű helységnévtábla
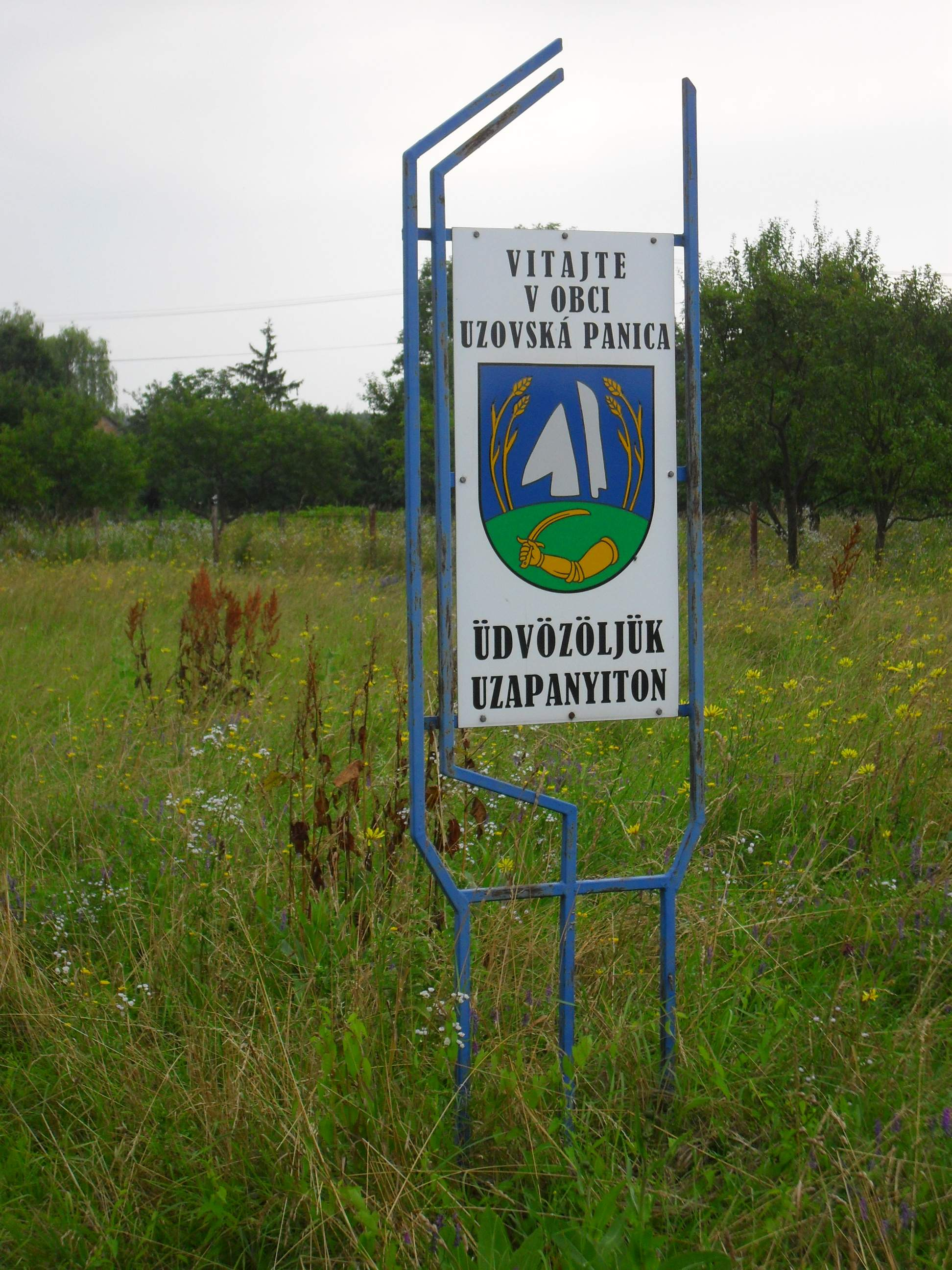
Címeres üdvözlőtábla
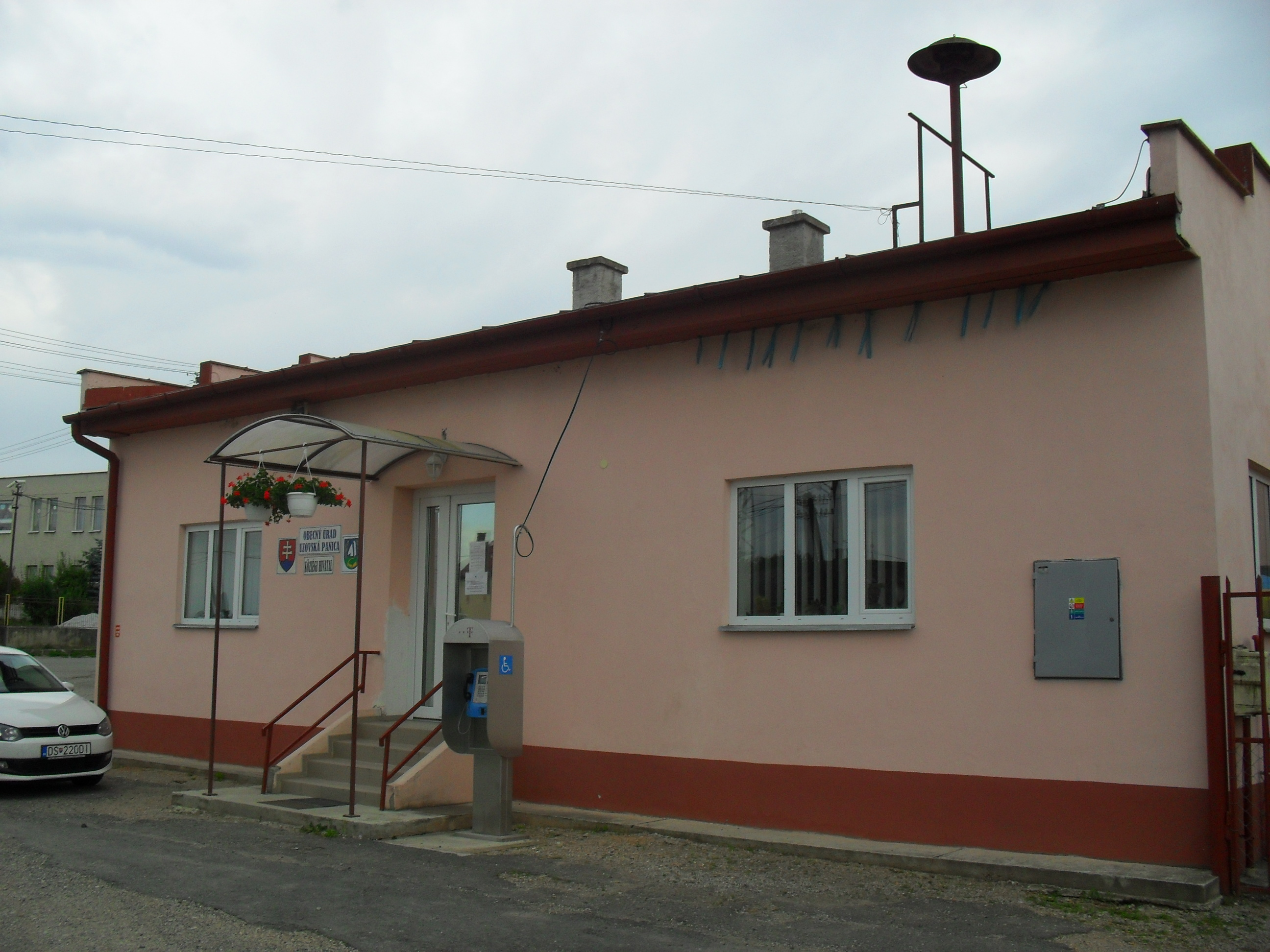
Községi hivatal
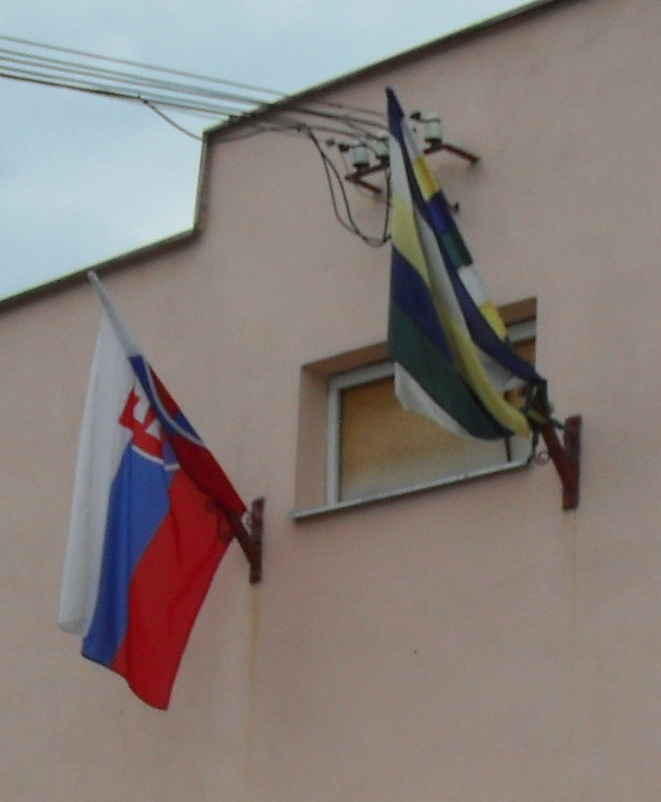
Uzapanyit zászlaja
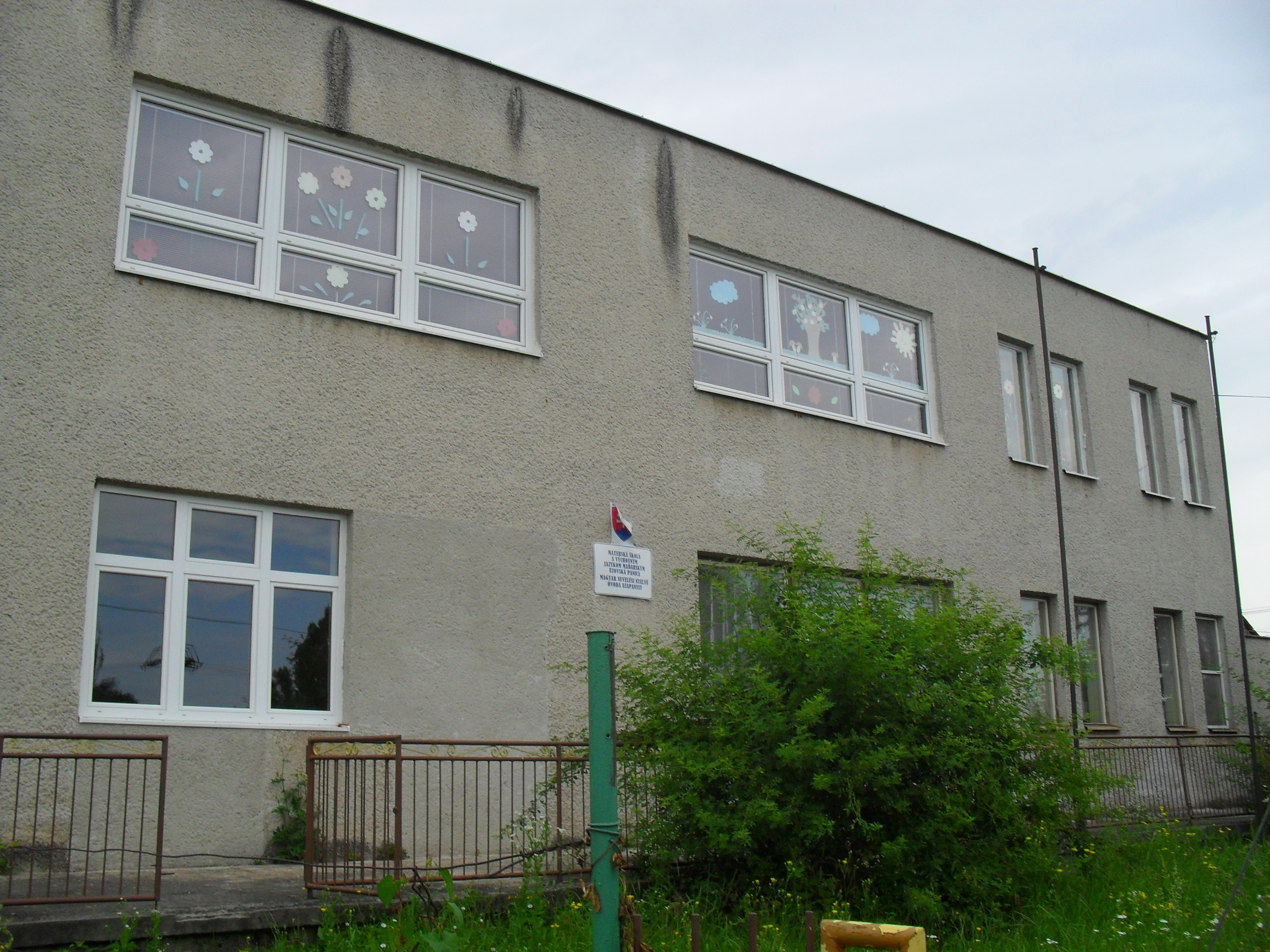
Óvoda
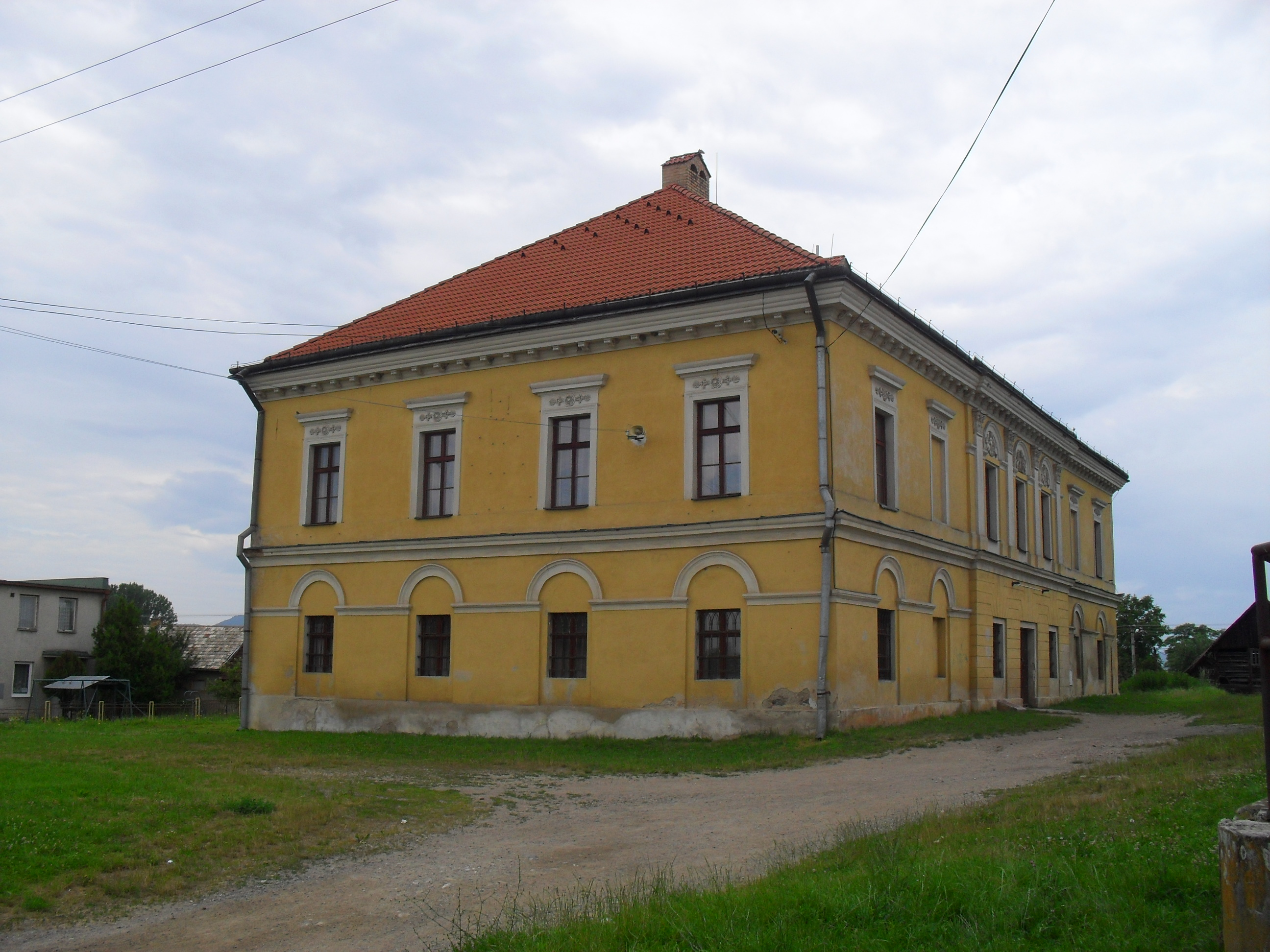
Kastély
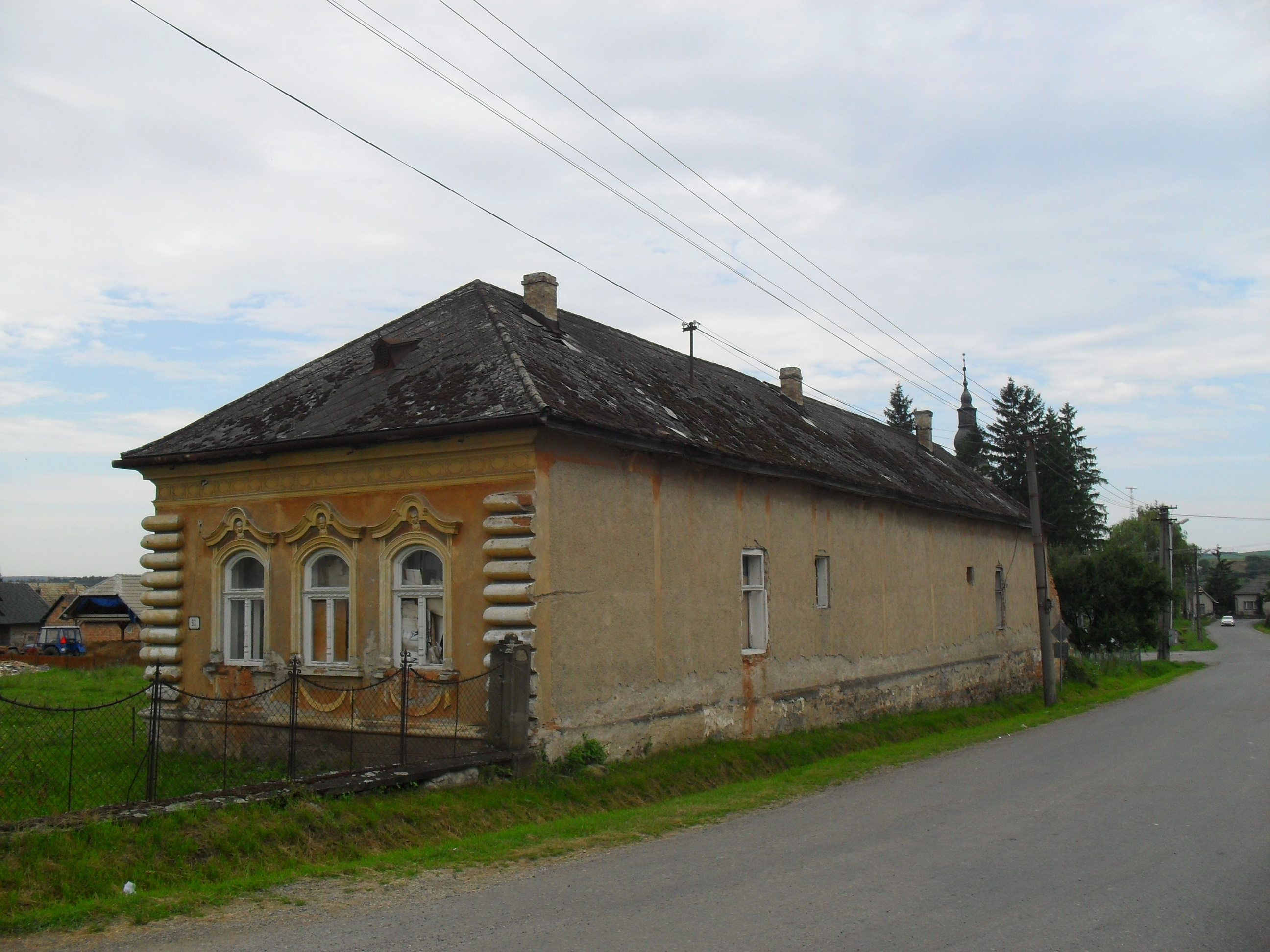
Régi ház a községben
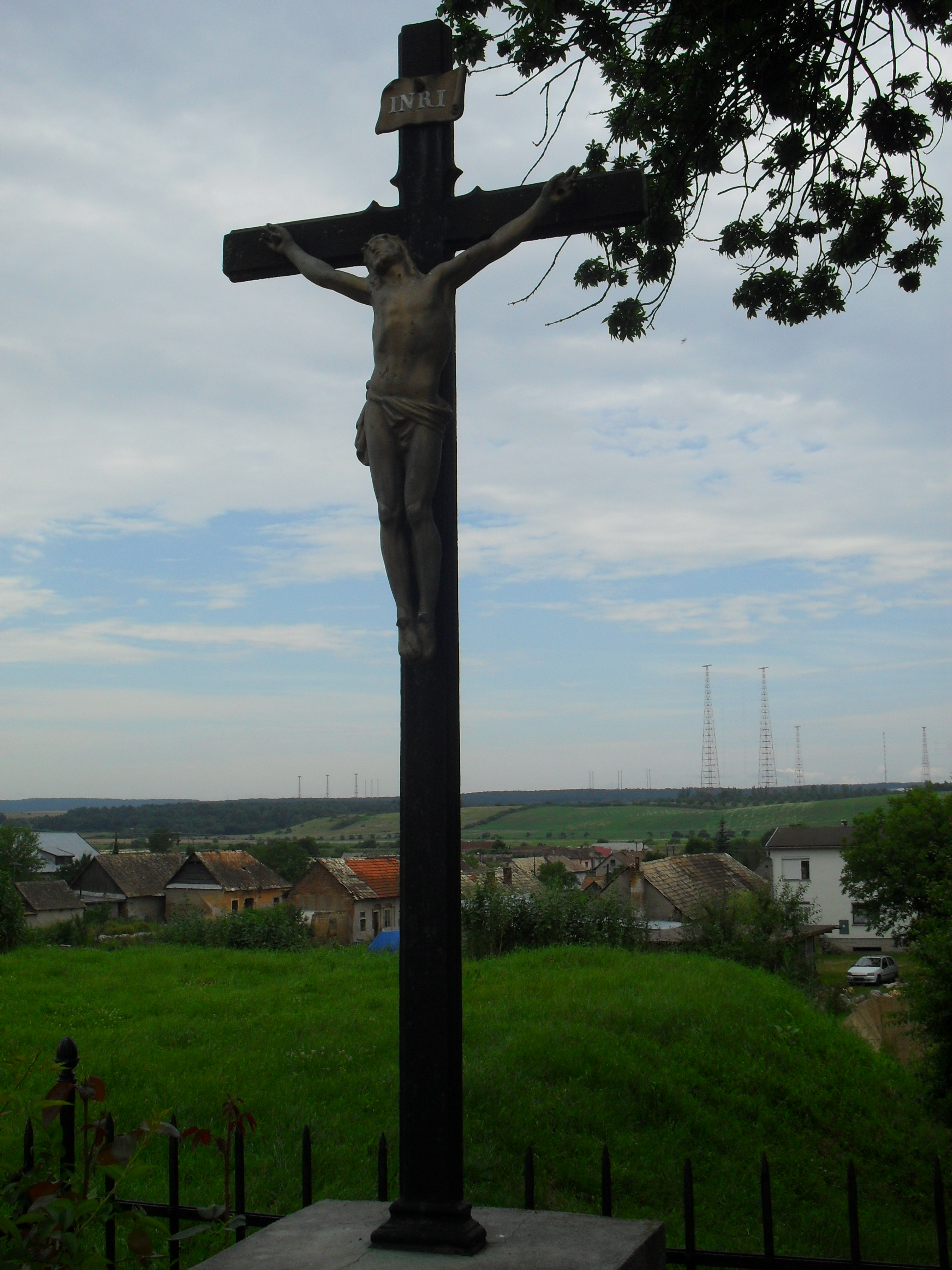
Feszület a katolikus templom mellett
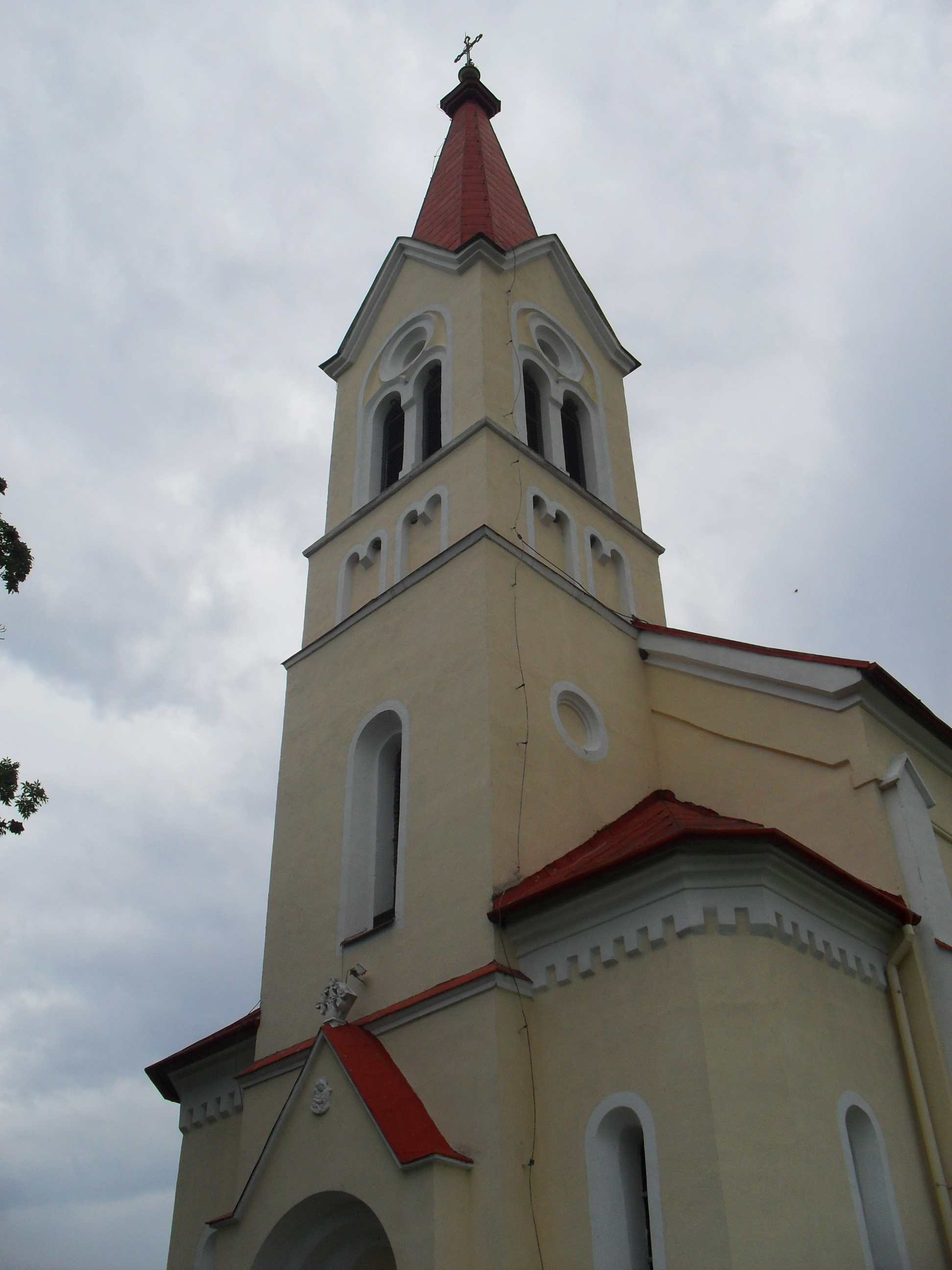
Katolikus templom
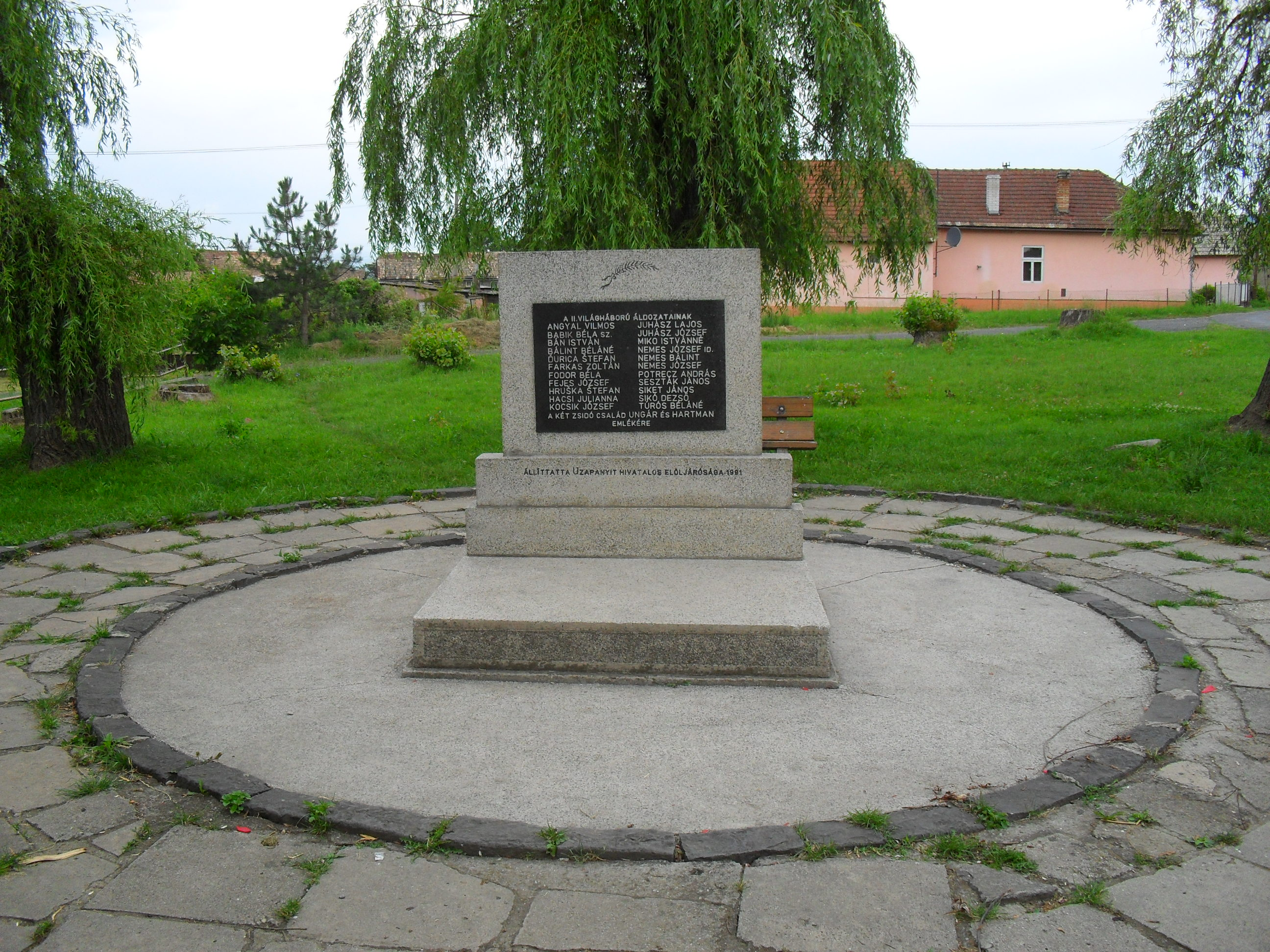
Második világháborús emlékmű
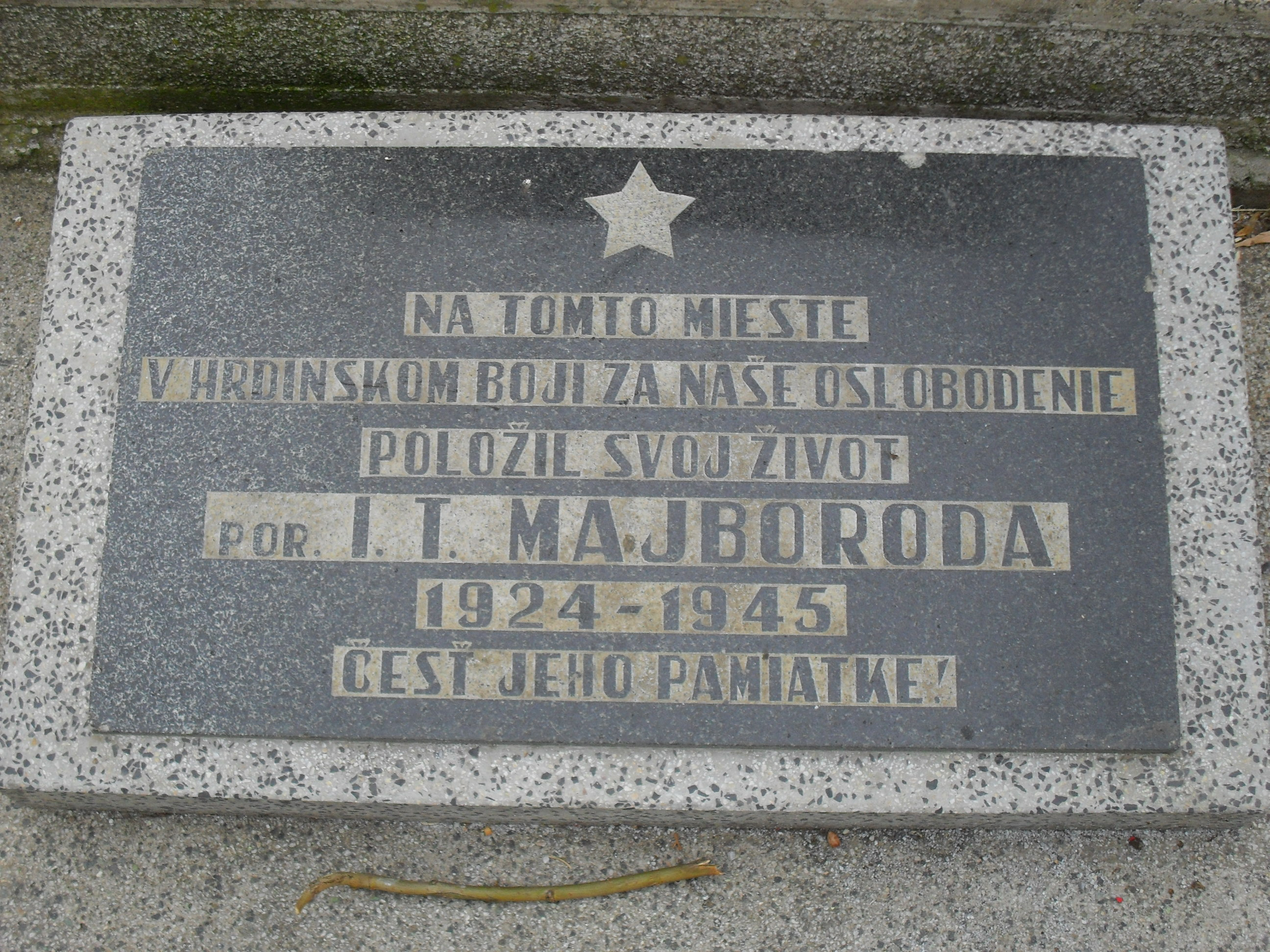
Második világháborús emlékmű - részlet
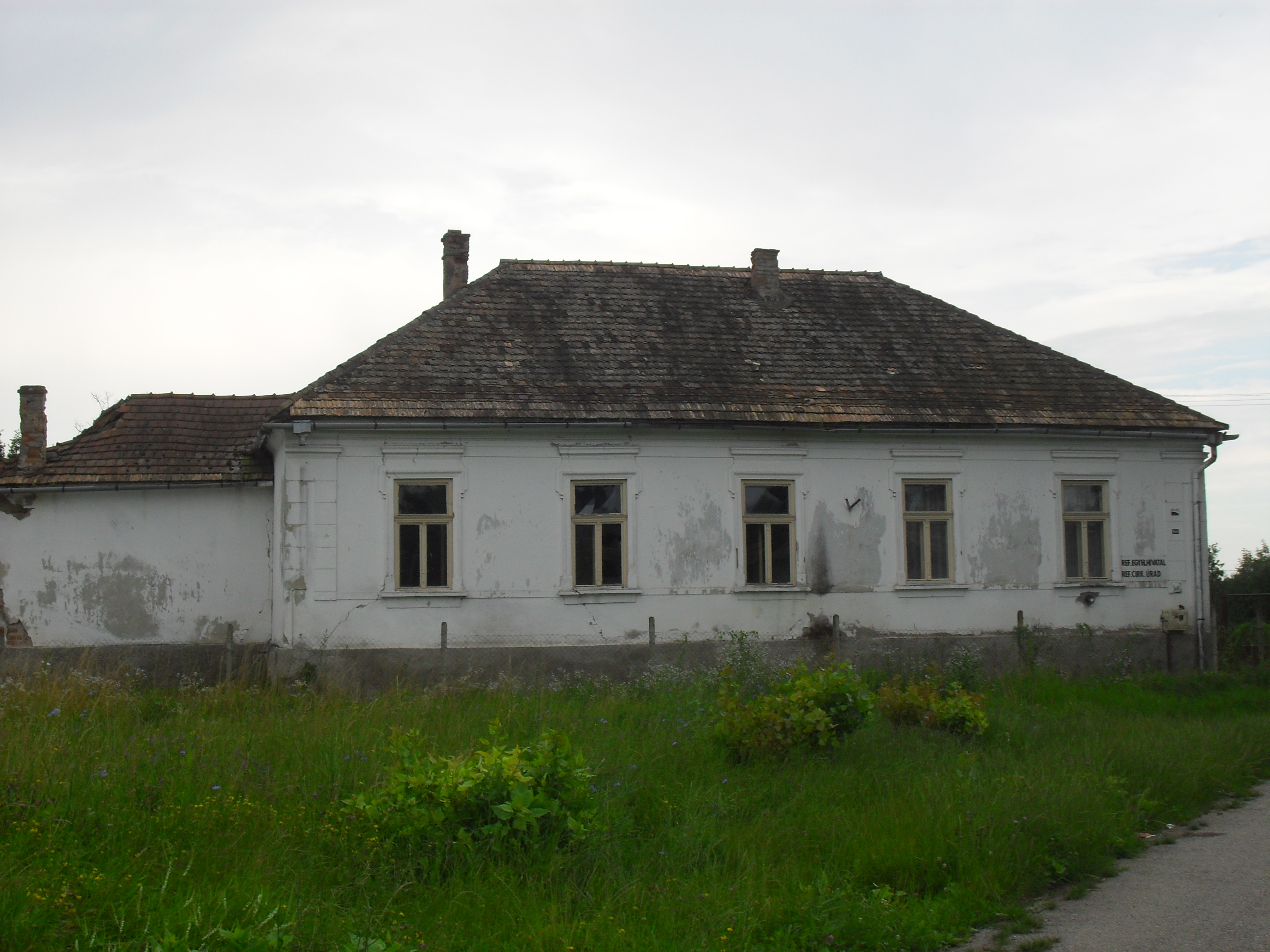
Református lelkészi hivatal
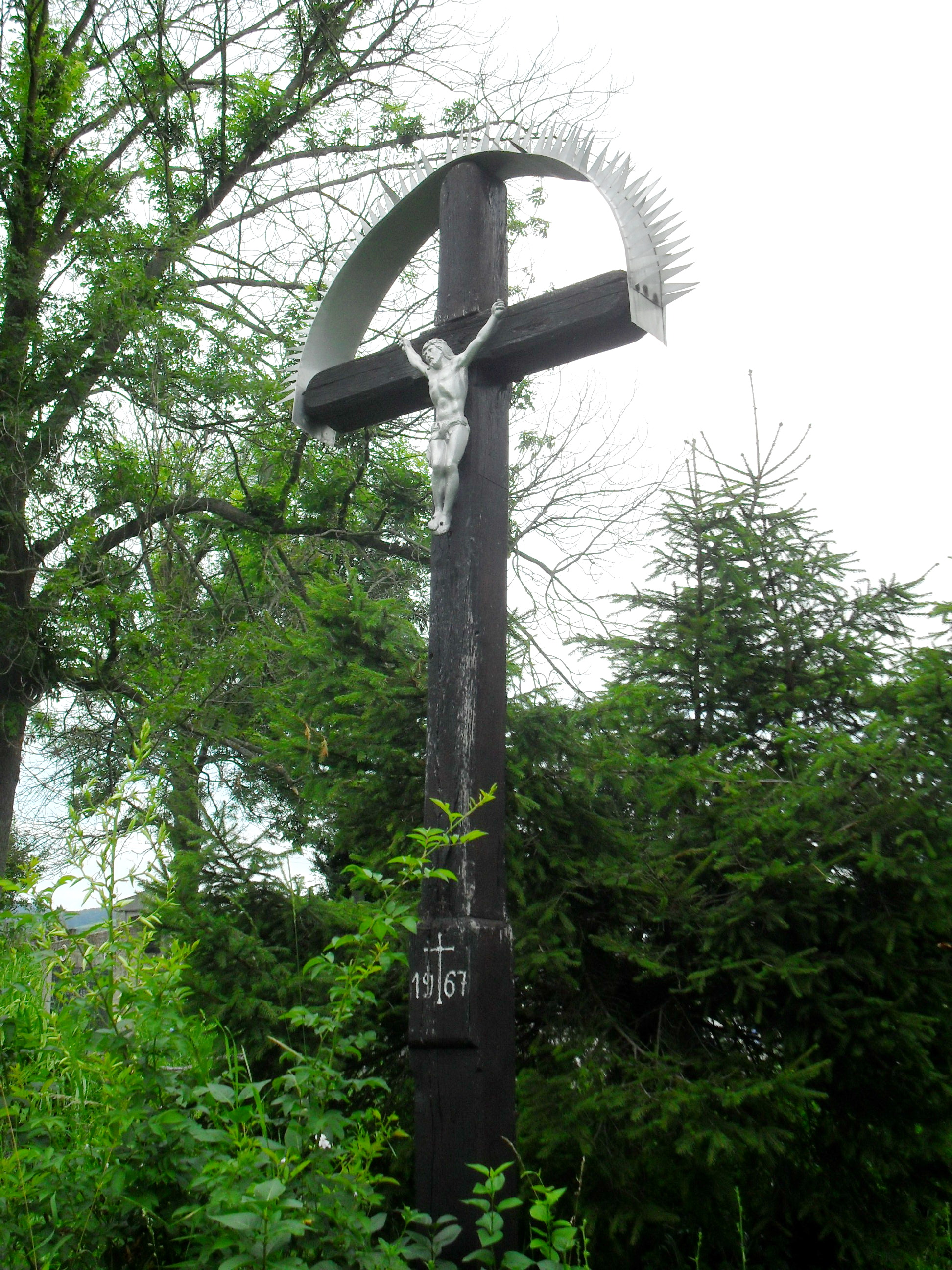
Temetői nagykereszt
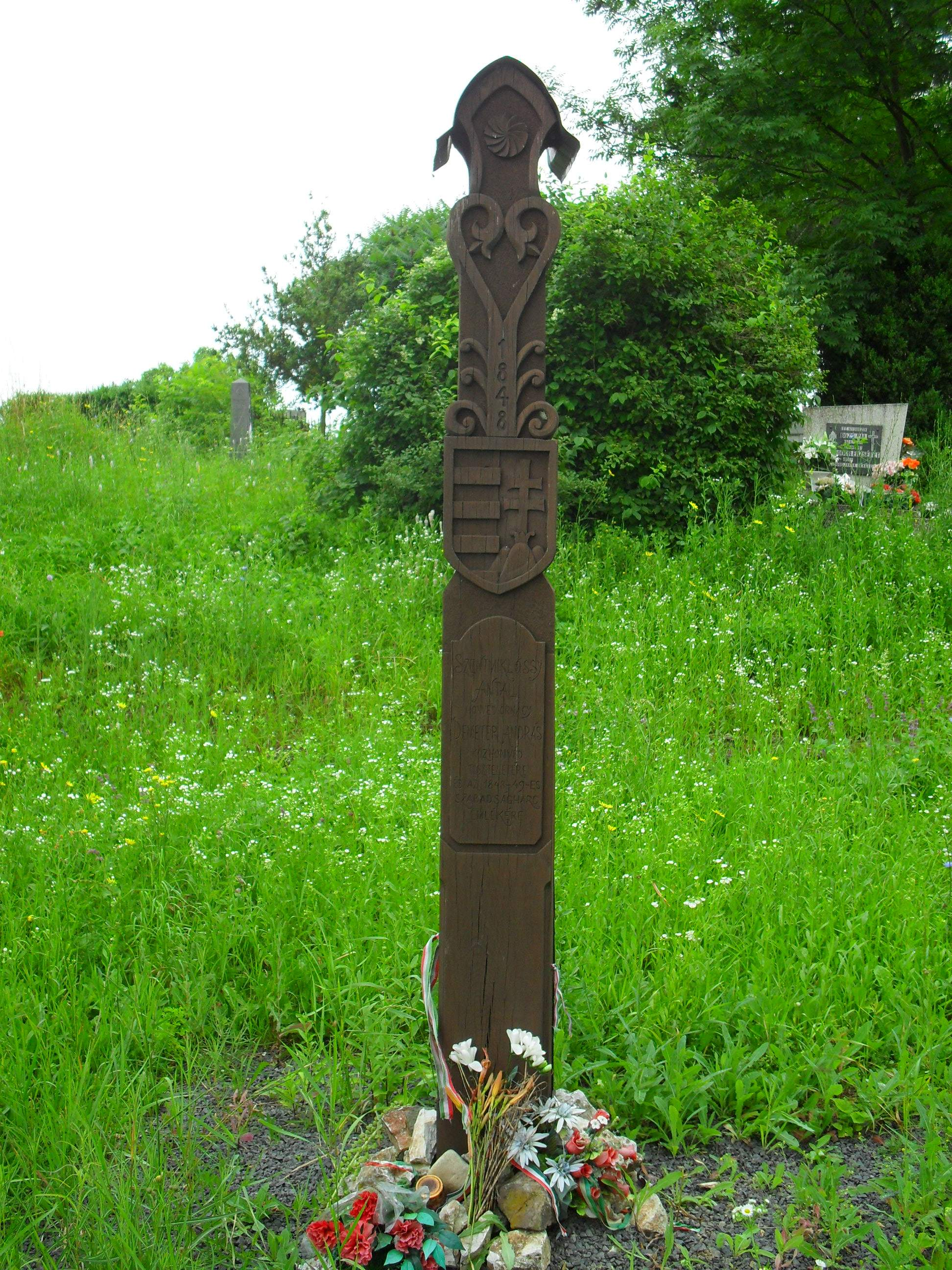
1848-as honvédemlékmű a temetőben
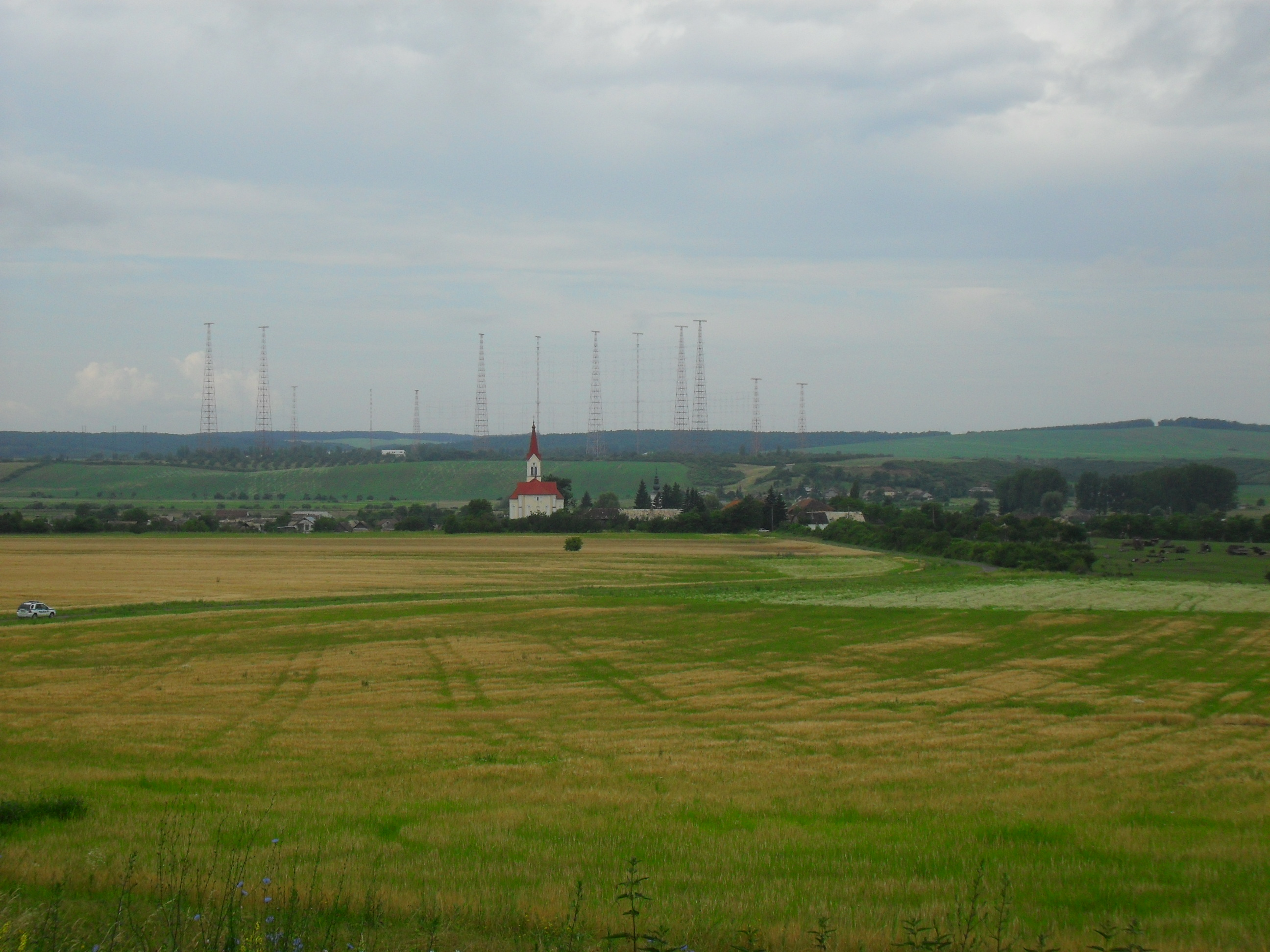
Uzapanyit látképe a temetődombról
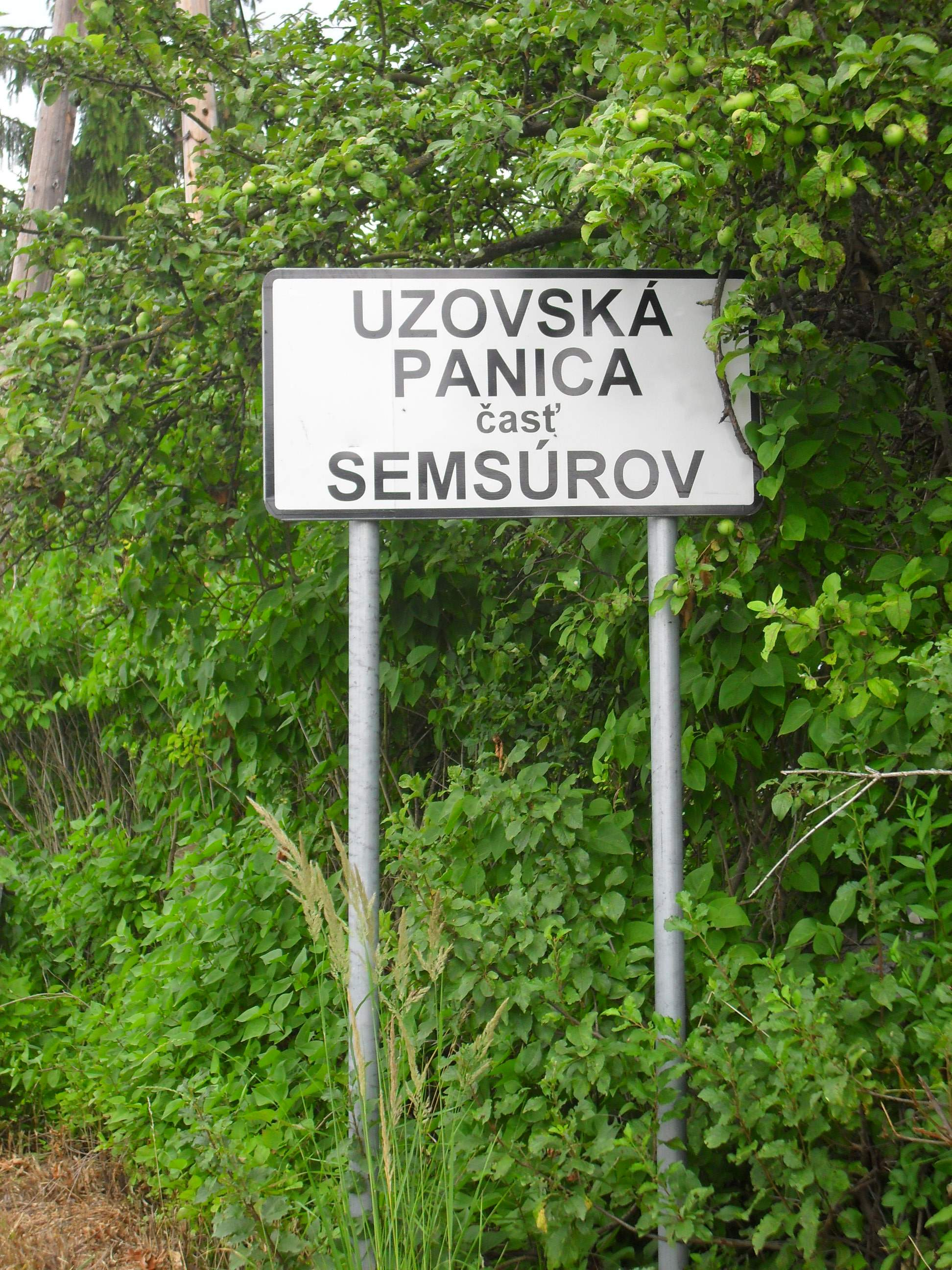
Szemszúrópuszta - helységnévtábla

### A református templom

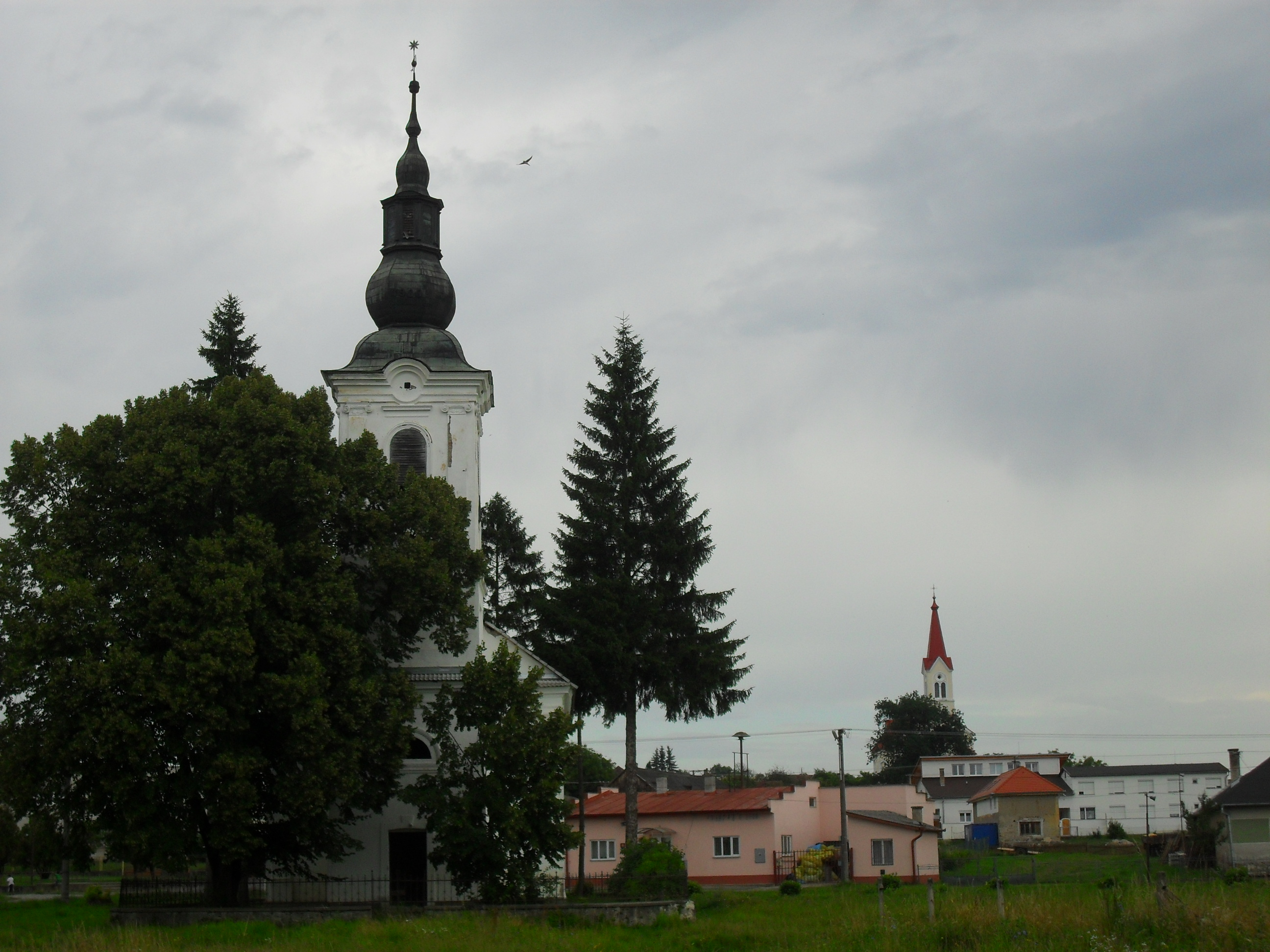
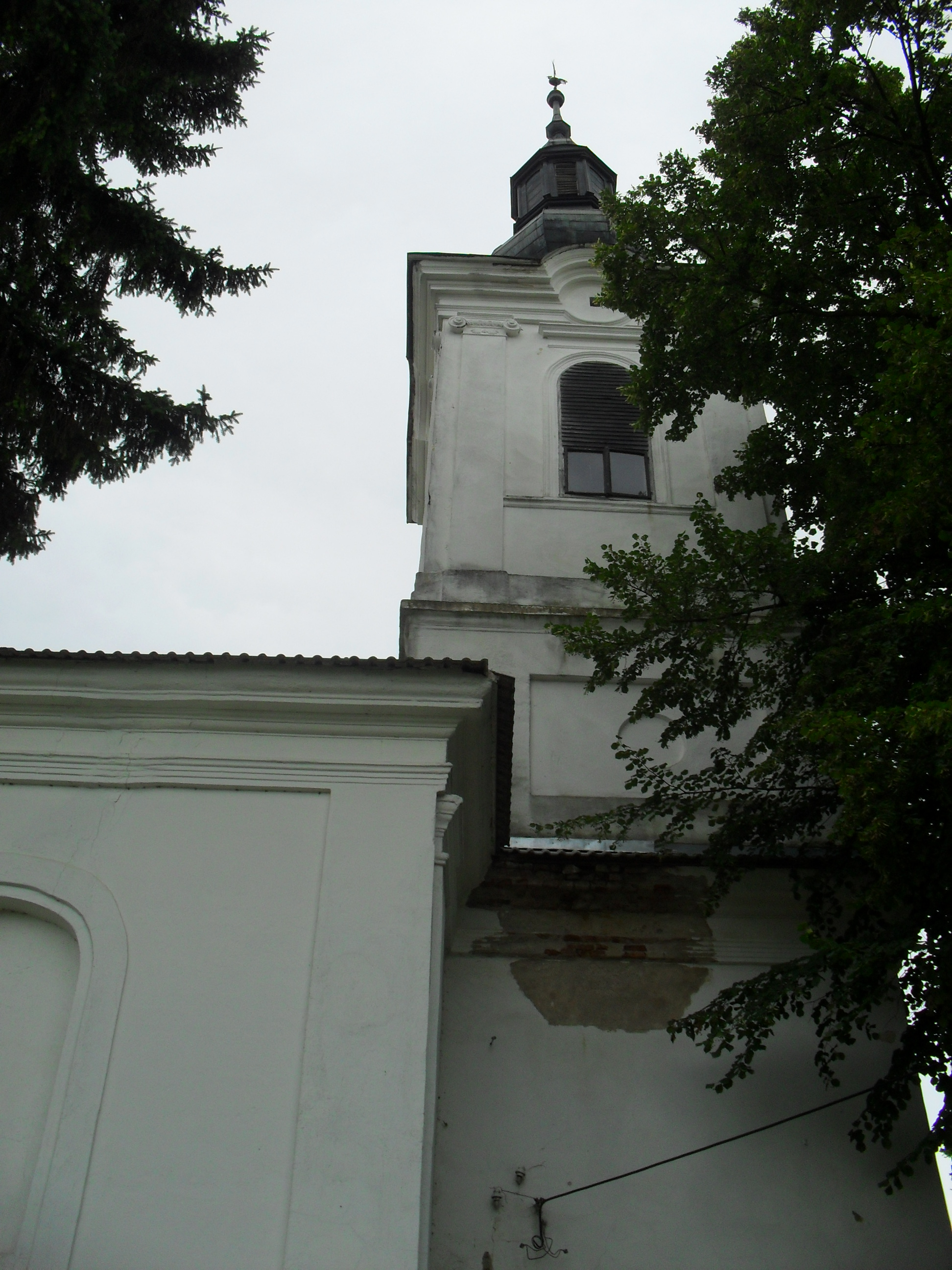
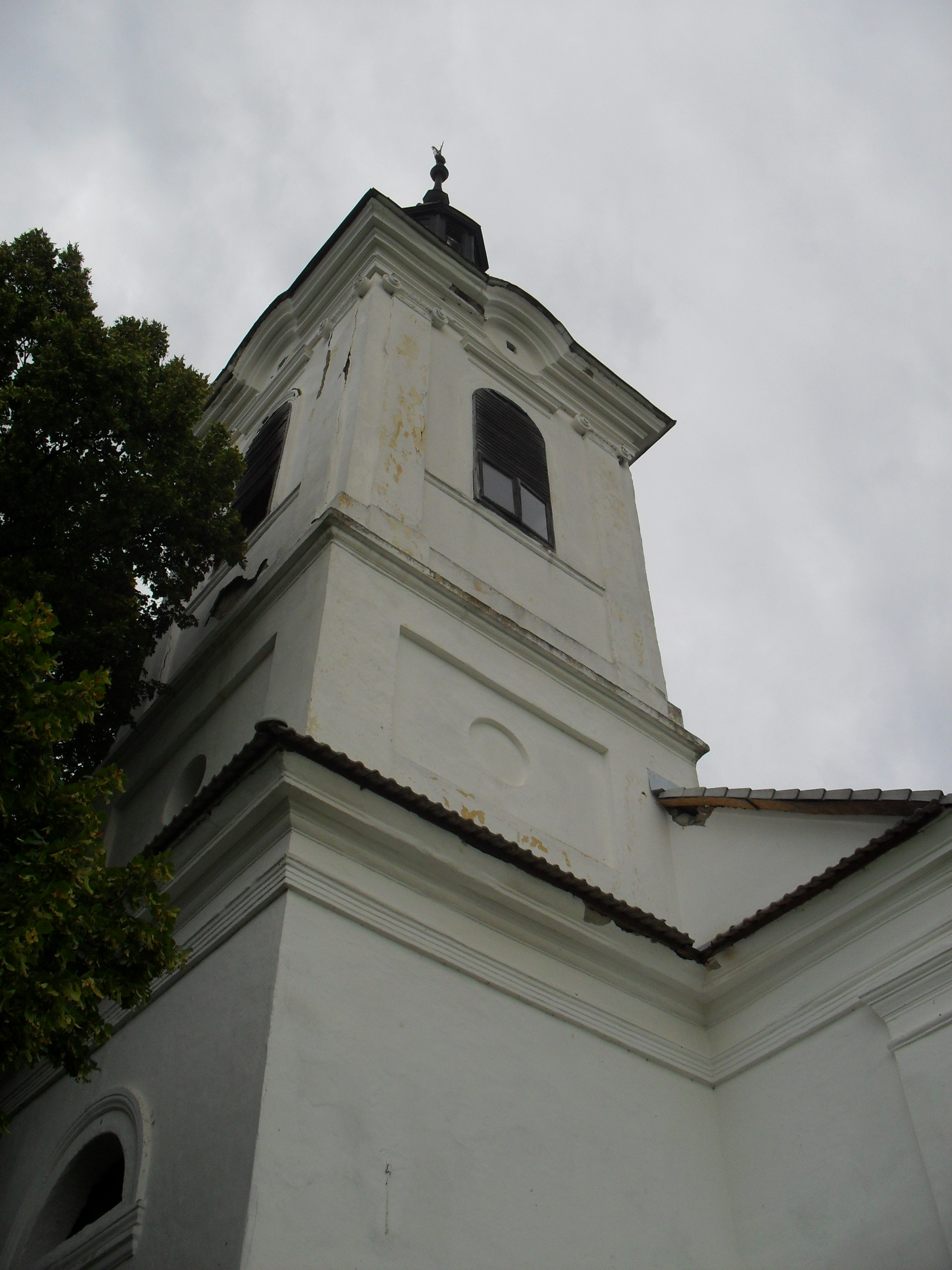
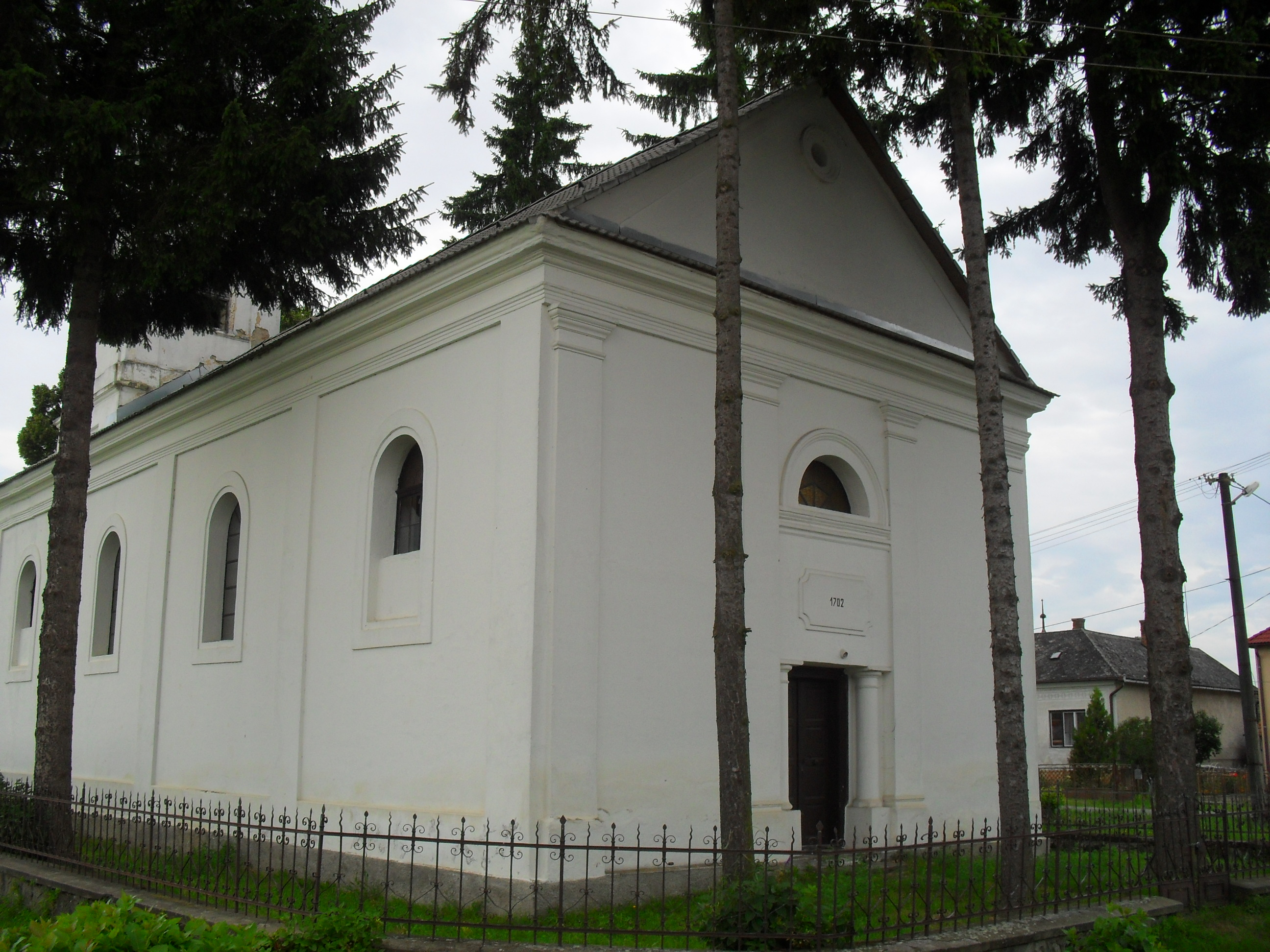
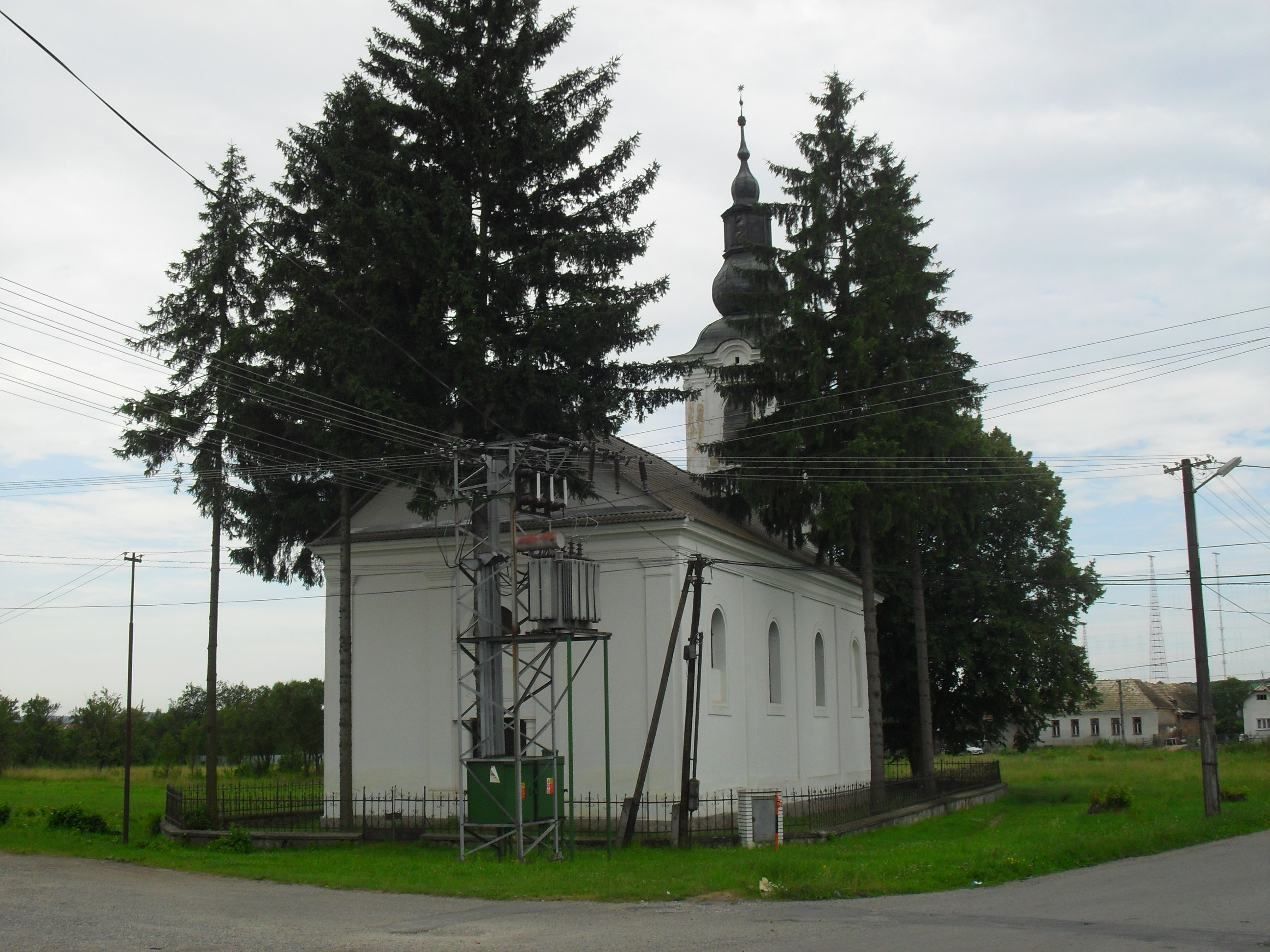
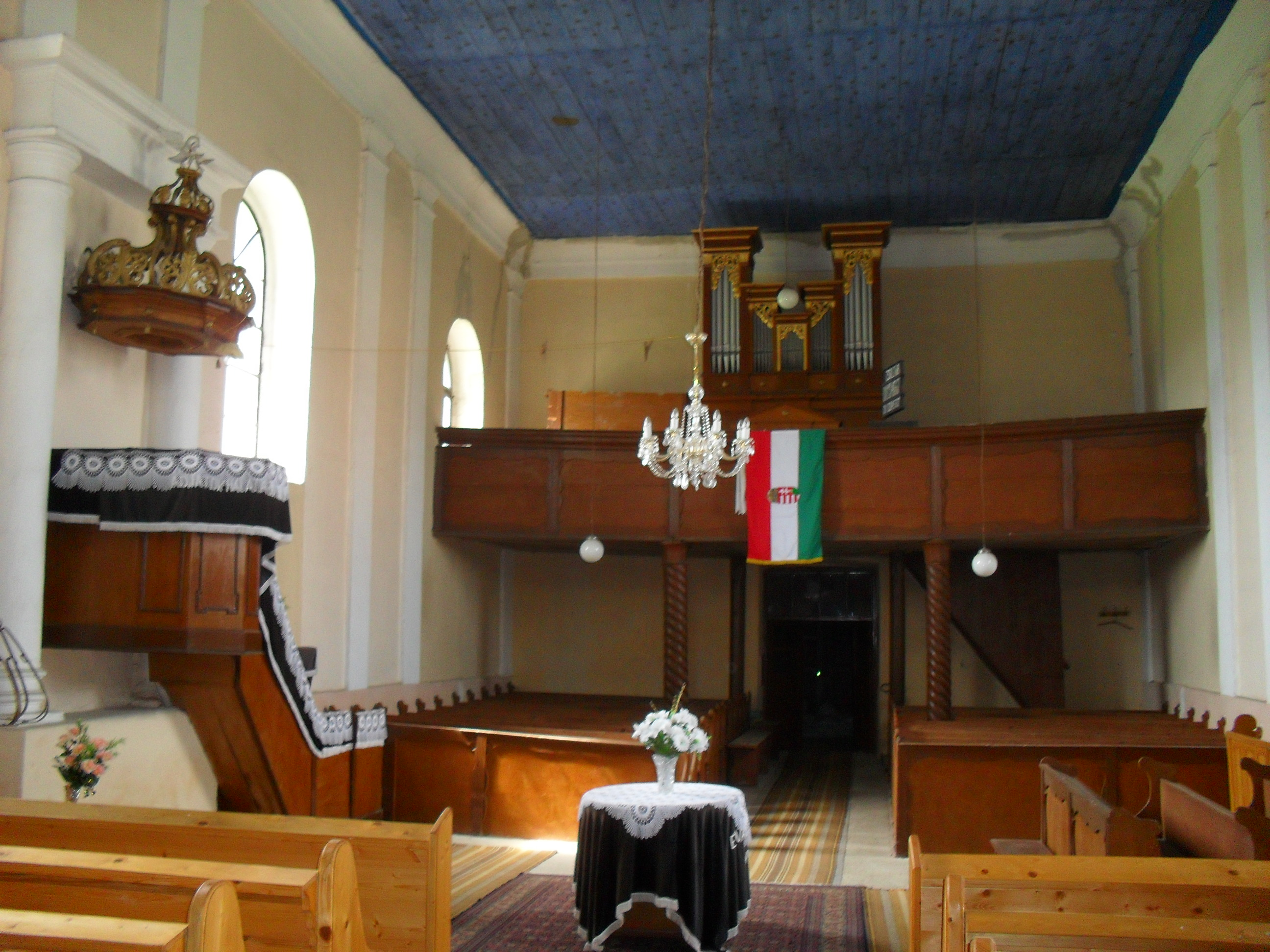
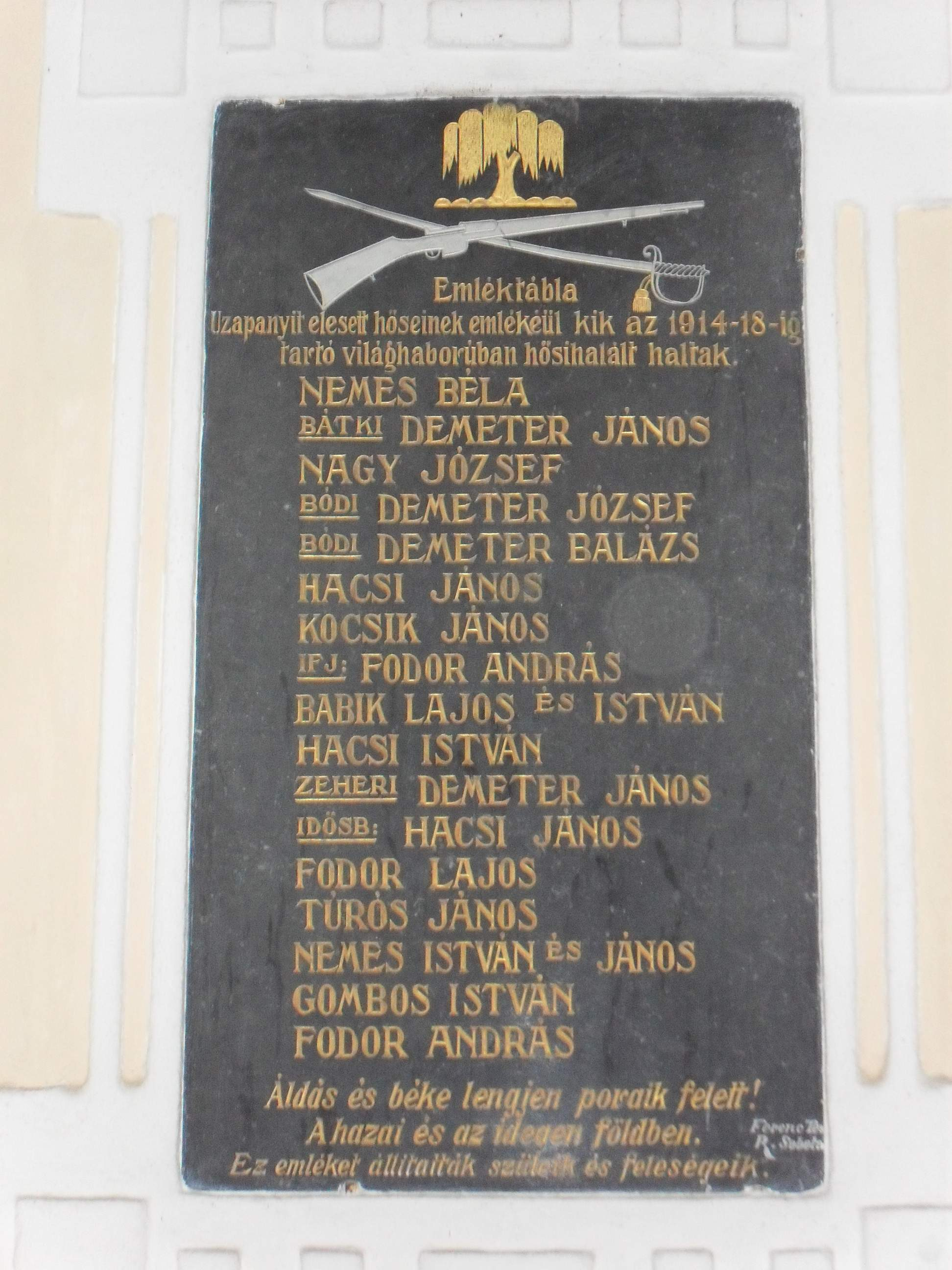
Az első világháború áldozatainak emléktáblája
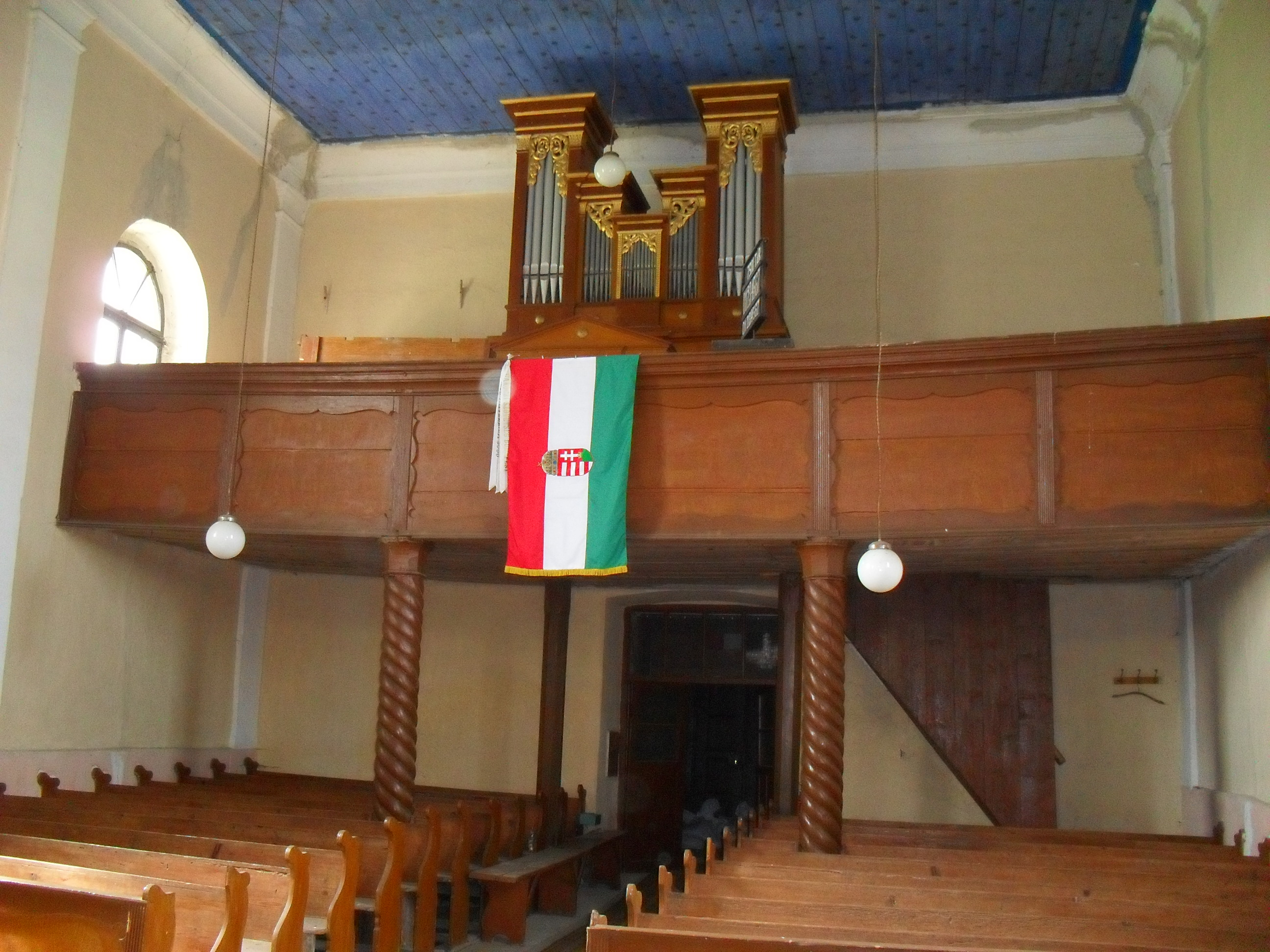
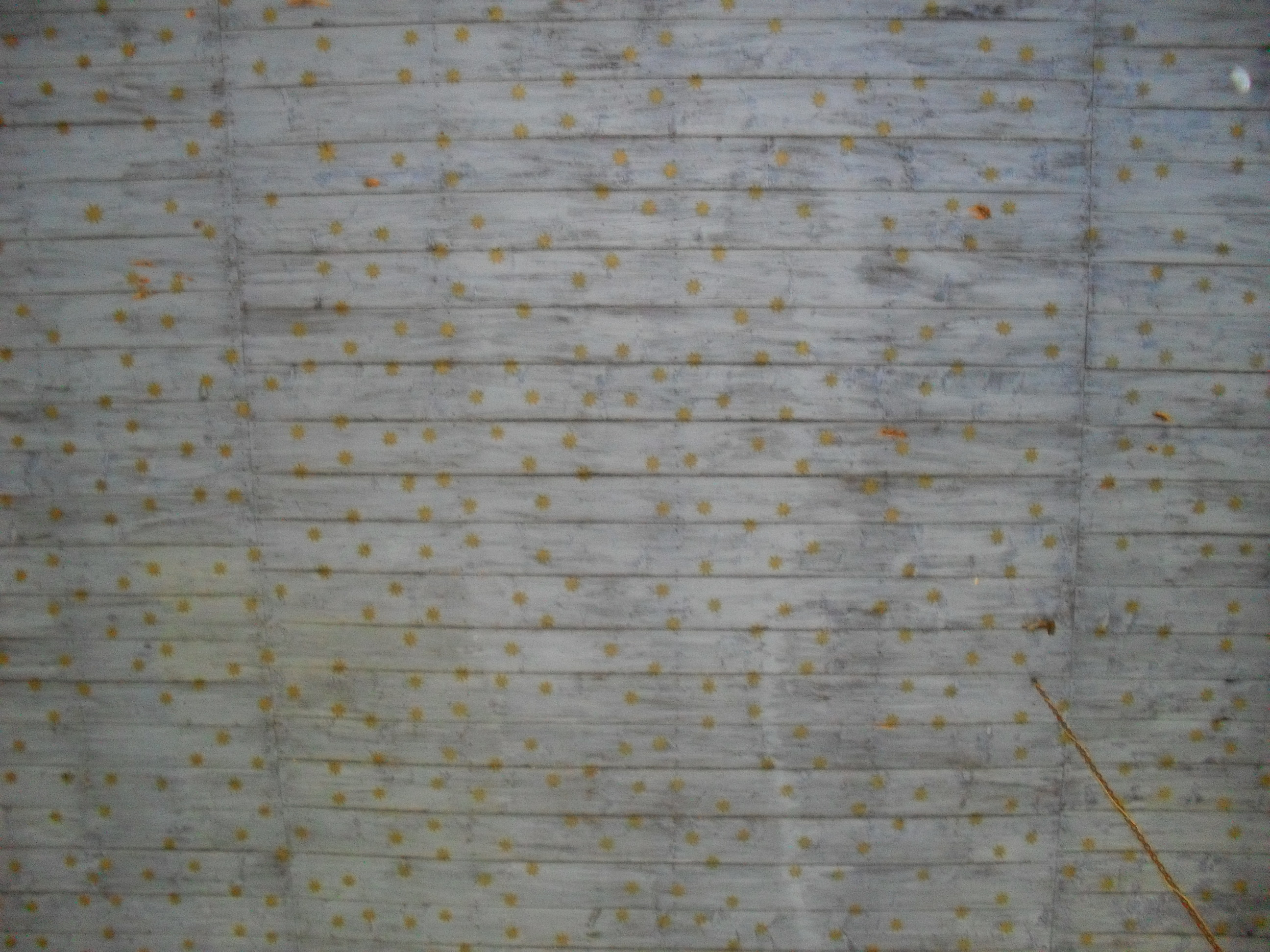
Famennyezet
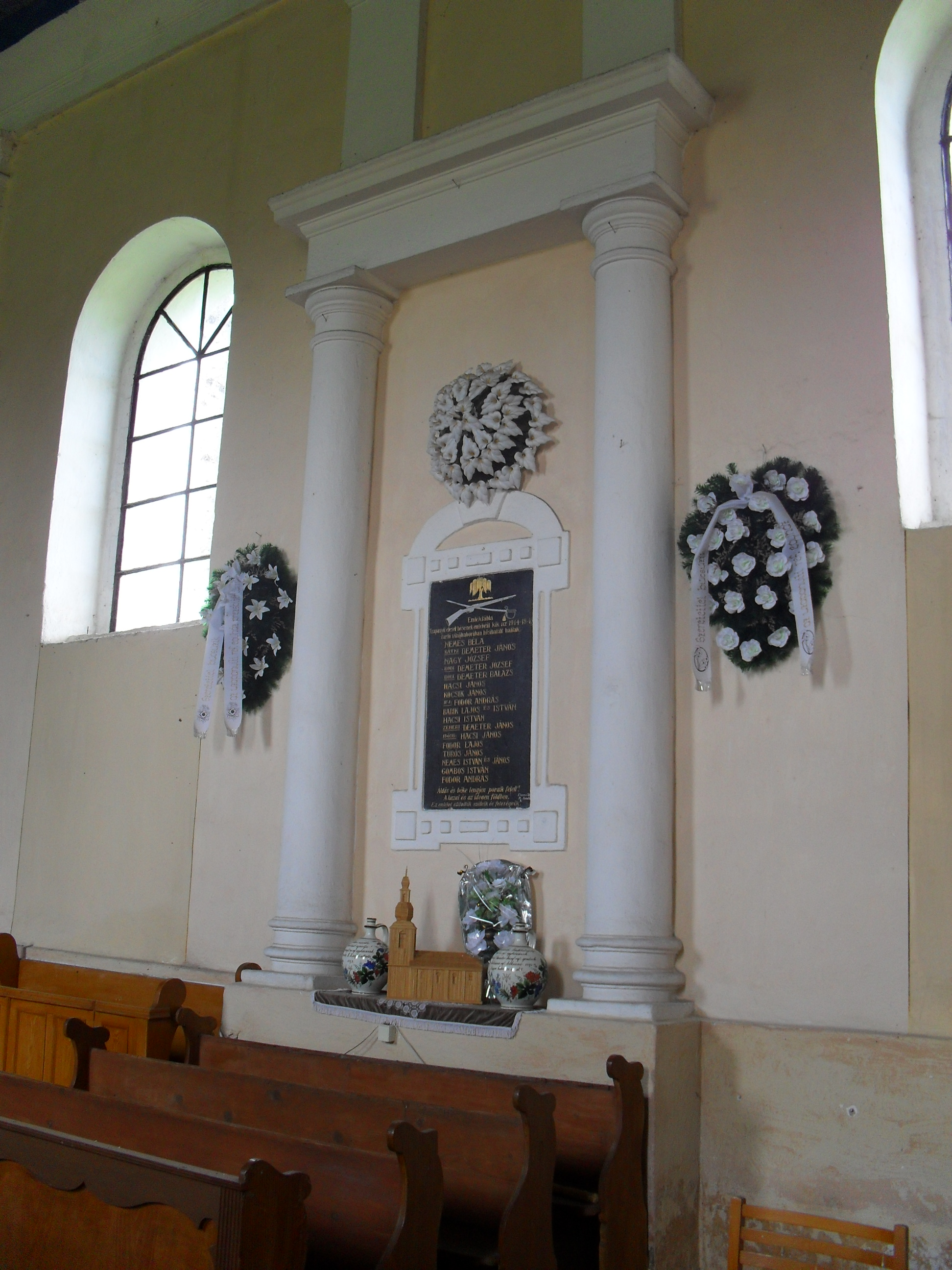

## Külső hivatkozások
- E-obce.sk Archiválva 2009. február 11-i dátummal a Wayback Machine-ben
- Községinfó
- A község a régió turisztikai honlapján